# Kälkbackssången
Kälkbackssång är en sång ursprungligen skriven för manskör av "Sångarprinsen" – Prins Gustaf, och är "de kälkåkande på Ultuna vänskapsfullt tillegnad" den 6 mars 1852.
Av tradition framförs den årligen i samband med tävlingar vid Kälkbacken vid Ultuna på Sveriges lantbruksuniversitets campusområde vid höstterminens början.
Sången sjungs idag av Ultuna studentkårs manskör Ultunae Drängar.

### Fotnoter
1. ↑  "Ultunae Drängar" Arkiverad 22 november 2015 hämtat från the Wayback Machine. från Ultuna studentkår